# Жирков, Юрий Валентинович
Ю́рий Валенти́нович Жирко́в (20 августа 1983, Тамбов) — российский футболист, полузащитник. Заслуженный мастер спорта России.
Пятикратный чемпион России, шестикратный обладатель Кубка России, шестикратный обладатель Суперкубка России. В составе ЦСКА обладатель Кубка УЕФА, автор победного гола в финальном матче. В составе сборной России — бронзовый призёр чемпионата Европы 2008, четвертьфиналист чемпионата мира 2018. Чемпион английской Премьер-лиги, обладатель Кубка и Суперкубка Англии. В октябре 2008 года номинирован на премию «Золотой мяч», ежегодно вручаемую лучшему футболисту Европы по версии France Football. В декабре того же года признан лучшим футболистом России по версии РФС, по версии журнала «Футбол», газеты «Советский спорт», а также телепередачи «Футбол России». Обычно играет на позиции левого полузащитника, однако на Евро-2008 выступал на позиции левого защитника, подключаясь при этом и к атакам.

## Биография
Отец — Валентин Иванович Жирков — был рабочим завода «Ревтруд», а мать работала почтальоном. Юрий был вторым ребёнком в семье. Для того, чтобы не мешать родным в их однокомнатной квартире, где проживало шесть человек, Юрий часто допоздна играл в футбол во дворе. В 1994 году Юрий по рекомендации школьного тренера поступил в ДЮСШ «Ревтруд». Первым тренером Жиркова стал Валерий Васильевич Шарапов. В этом же году Юрий Жирков принял участие в футбольном турнире, который проходил в городе Камышин. По итогам турнира Жирков был признан лучшим полузащитником. Несмотря на это, по свидетельству самого Юрия, в детстве он не выделялся из других футболистов, был запасным игроком. По окончании школы № 19 поступил в училище и начал обучение по специальности техник-электрик. Окончив училище, получил диплом о средне-техническом образовании.

## Клубная карьера

### «Спартак» (Тамбов)
В 2000 году Жирков присоединился к дублю тамбовского «Спартака», где получал маленькую зарплату, и для того, чтобы помочь своей семье, он выступал на первенстве колхозов за посёлок Мордово, за победы он получал продукты. За эту команду в финале первенства района Юрий забил два мяча на последних минутах матча, это позволило команде Мордово стать чемпионом. Летом 2001 года был дозаявлен за основной состав «Спартака», за который дебютировал 22 августа, выйдя на замену на 88-й минуте матча против калужского «Локомотива». В сезоне 2001 Жирков сыграл два матча, проведя на поле в общей сложности 4 минуты. Первый гол за «Спартак» забил 25 июня 2002 года в ворота «Медика» Селятино на 2-й минуте игры, в этом же матче оформил свой первый дубль, реализовав пенальти на 67-й минуте. В сезоне 2002 провёл 19 матчей, в которых забил 10 голов. В 2003 году провёл 36 матчей, в которых забил 16 мячей и четырежды признавался лучшим игроком матча. 25 сентября 2003 года Жирков забил четыре мяча в ворота «Искры» Энгельс. Это был первый покер тамбовского «Спартака» в чемпионатах России. По итогам сезона Жирков занял второе место в споре бомбардиров в своём клубе, в общем зачёте — шестое место в зоне «Центр» Второго дивизиона ПФЛ. В 2003 году Жирков принял участие в Кубке Надежды, по итогам которого был признан лучшим футболистом. Зимой им заинтересовались несколько клубов Премьер-лиги, среди них были «Кубань», «Сатурн», «Амкар», «Шинник», «Сокол» и «Торпедо». Однако Жирков выбрал другие клубы. Зимой 2003 года он находился на просмотре в московском «Спартаке», но не приглянулся Романцеву: «За московский „Спартак“ я провёл один контрольный матч. Потом команда уезжала на зарубежные сборы. А у меня не было загранпаспорта. Мне просто не помогли его сделать в короткие сроки. Значит, не был нужен тому „Спартаку“». Позже он был на просмотре в «Локомотиве» и киевском «Арсенале», но там тоже получил отказы. В середине декабря 2003 года стало известно о том, что Жирков подписал контракт с ЦСКА.

### ЦСКА
В январе Жирков принял участие в Кубке Содружества. Дебютировал в стартовом матче турнира против белорусской команды «Гомель» и был заменён на 70 минуте матча. Игра закончилась со счётом 2:2. Во втором матче отборочной стадии кубка, против узбекского «Пахтакора», который закончился со счётом 2:1 в пользу армейцев, отыграл все 90 минут. В последнем отборочном матче, с таджикским клубом «Регар-ТадАЗ», который закончился со счётом 2:1 в пользу красно-синих, также провёл на поле все 90 минут. В четвертьфинале кубка армейцы потерпели поражение от латвийского клуба «Сконто» со счётом 1:0 и лишились возможности продолжить выступление в турнире. После соревнования тренер молодёжной команды ЦСКА Юрий Аджем выразил мнение, что у Жиркова есть хорошие шансы закрепиться в основном составе армейского клуба.
За ЦСКА в официальной игре Жирков дебютировал 7 марта 2004 года в матче на Суперкубок России против московского «Спартака», выйдя на поле в основном составе. Матч закончился со счётом 3:1 в пользу ЦСКА. Суперкубок стал первым трофеем Жиркова вместе с ЦСКА. После этой игры главный тренер ЦСКА Артур Жорже выразил мнение, что у Жиркова большое будущее.
В чемпионате дебют Жиркова состоялся 12 марта в матче против клуба «Торпедо-Металлург», он вышел на замену на 63-й минуте, матч закончился со счётом 0:0. Первый гол за армейцев забил 3 апреля, в четвёртом туре чемпионата России, в ворота «Зенита». На 70-й минуте игры Гусев навесил в штрафную от углового флажка, защитники петербуржцев неудачно отбили мяч прямо на Жиркова, который сильно пробил с линии штрафной и запустил мяч в угол ворот. По мнению газеты «Спорт-Экспресс», этот мяч стал самым красивым голом тура. 7 апреля в матче против ФК «Ростов» открыл счёт в матче, сыграв на добивание после удара Семака, игра завершилась со счётом 3:1 в пользу ЦСКА. В этом же матче Жирков получил свою первую жёлтую карточку в Премьер-лиге. В 10-м туре Жирков забил свой 3-й гол в ворота подмосковного «Сатурна». 10 июля в матче против «Амкара» оформил дубль и сделал голевую передачу, был признан лучшим игроком матча. В матче 21-го тура чемпионата России, который состоялся 29 августа, ЦСКА играл против «Сатурна». В компенсированное время на поле произошла драка, в которой приняли участие футболисты, в том числе и запасные, ОМОН и несколько прорвавшихся на поле болельщиков. После того как драка завершилась, судья удалил по два футболиста каждой команды, в ЦСКА ими стали Юрий Жирков и Василий Березуцкий. Жирков был дисквалифицирован на 5 матчей. Последний гол в чемпионате 2004 забил 25 октября в ворота «Зенита». В сезоне 2004 Жирков вместе с ЦСКА занял второе место в чемпионате. Несмотря на смену главного тренера ЦСКА в середине сезона, Жирков не потерял место в основе и по итогам сезона вошёл в список 33 лучших футболистов чемпионата России под № 2, а также вошёл в символическую сборную чемпионата 2004 года.
В Кубке России Жирков дебютировал 23 марта в ответном матче против «Уралана». Победа армейцев позволила им продолжить выступления в Кубке. В 1/4 финала ЦСКА проиграл оба матча «Крыльям Советов». Всего Жирков провёл в Кубке 2003/04 три матча.
Юрий Жирков дебютировал в Лиге чемпионов 27 июля в гостевом матче против бакинского «Нефтчи», в рамках 2-го отборочного раунда, матч закончился нулевой ничьей. В домашнем матче армейцам удалось одержать победу со счётом 2:0. В этом матче Жирков несколько раз опасно атаковал, но забить гол ему так и не удалось. В третьем квалификационном раунде ЦСКА встречался с шотландским клубом «Рейнджерс», в обоих матчах Жирков выходил в стартовом составе своей команды. По сумме двух матчей (3:2) армейцы прошли в групповой раунд лиги. Жирков участвовал во всех матчах группового этапа, выходя на поле в стартовом составе. ЦСКА удалось занять в своей группе третье место, и команда получила право на выступление в Кубке УЕФА.
Первый матч в чемпионате России 2005 Жирков провёл 13 марта против «Терека», матч закончился со счётом 3:0 в пользу «красно-синих». Первый гол Жирков смог забить только 22 июня в матче против «Шинника» — после паса Рахимича он мощно пробил в нижний угол. 2 июля в матче с московским «Динамо» надорвал мышцу, после чего восстанавливался три недели. Всего Жирков провёл в чемпионате 2005 двадцать матчей и забил два гола (второй 30 октября в ворота «Ростова»). За тур до конца турнира Жирков вместе с ЦСКА стал чемпионом страны. По итогам сезона вошёл в список 33 лучших футболистов чемпионата России под № 1.
В Кубке России 2004/05 провёл первый матч 1 марта против ФК «Москва», первая встреча закончилась со счётом 3:1 в пользу ЦСКА, вторая игра, которая проходила 5 марта, закончилась с аналогичным результатом в пользу армейцев. Первый матч 1/4 финала Кубка против «Сатурна», Жирков пропустил. Во втором, который прошёл 10 мая, был заменён на 78-й минуте, матч закончился со счётом 0:0. В первом матче полуфинала, в котором ЦСКА встречался с «Зенитом», вышел на замену после первого тайма, победу в игре одержали петербуржцы — 1:0. В ответном матче Жирков не участвовал, в нём армейцы одержали победу со счётом 2:0 и вышли в финал. В финале ЦСКА встречался с подмосковными «Химками», Жирков вышел в стартовом составе. На 68-й минуте после скидки Ивицы Олича ударом головы в «девятку» открыл счёт своим мячам в кубке России. Матч закончился со счётом 1:0, и благодаря усилиям Юрия ЦСКА стал обладателем Кубка России во второй раз в своей истории.
Первую игру в Кубке России 2005/06 против владимирского «Торпедо», состоявшуюся 6 июля, Жирков пропустил. Игра закончилась со счётом 2:1 в пользу москвичей. В ответном матче вышел в стартовом составе, но был заменён после первого тайма. Матч завершился со счётом 1:1.

ЦСКА с кубком УЕФА (Жирков третий слева во втором ряду)

Первый матч 1/16 финала Кубка УЕФА против португальской «Бенфики» Жирков пропустил, этот матч закончился со счётом 2:0 в пользу ЦСКА. В ответном матче, который завершился со счётом 1:1, вышел на поле в стартовом составе. В обоих матчах 1/8 финала против сербского «Партизана» он выходил в основе. В концовке второго матча выбил мяч из пустых ворот. По сумме двух игр — 3:1 — ЦСКА продолжил выступления в турнире. В четвертьфинале против французского «Осера» Жирков отдал две голевые передачи, матч закончился с разгромным счётом 4:0. По мнению газеты «Спорт-Экспресс», Жирков был лучшим игроком матча. В ответном матче армейцы проиграли 2:0, но, несмотря на это поражение, продолжили выступление в еврокубке. Гостевой полуфинальный матч против итальянской «Пармы» закончился нулевой ничьей, а дома сильнее оказались армейцы — 3:0. Жирков всю игру остро атаковал, а на 10-й минуте отметился голевым пасом на Карвальо. Соперником в финале Кубка УЕФА для ЦСКА стал португальский клуб «Спортинг», матч проходил в Лиссабоне на стадионе «Жозе Алваладе» 18 мая 2005 года. Первый гол в матче, на 29-й минуте, забил полузащитник «Спортинга» Рожерио. На 56-й минуте игры, Алексей Березуцкий после подачи Карвальо сравнял счёт, на 65-й минуте Юрий Жирков вывел команду вперёд, а на 75-й минуте встречи Вагнер Лав установил окончательный счёт в матче — 3:1. Впервые в истории российский клуб выиграл Кубок УЕФА.
В матче на Суперкубок УЕФА Жирков был заменён на 66-й минуте игры из-за травмы. Матч закончился со счётом 3:1 в пользу «Ливерпуля».
В Кубке УЕФА 2005/2006 Жирков сыграл во всех четырёх матчах. ЦСКА занял в своей группе предпоследнее место и прекратил борьбу за трофей.
11 марта состоялся матч на Суперкубок России, по регламенту должны были встречаться обладатель Кубка России и чемпион России прошедшего сезона, но в случаях, когда одна команда выигрывает и чемпионат и кубок, её противником становится клуб, занявший второе место в чемпионате. Поэтому в сезоне 2006 ЦСКА противостоял московский «Спартак». На 22-й минуте игры Егор Титов открыл счёт в матче, на 42-й Жирков, выйдя один на один с вратарём, забил свой первый гол в суперкубке. В начале второго тайма «Спартак» снова повёл в счёте, армейцам удалось сравнять счёт на 72-й минуте, отличился Одиа, точку в матче поставил гол новичка красно-синих — Жо. Жирков вместе со своей командой стал обладателем суперкубка во второй раз.
В чемпионате-2006 Жирков появлялся на поле в 27 матчах. Единственный гол в сезоне забил 14 октября в ворота казанского «Рубина». 18 ноября ЦСКА досрочно, за тур до окончания сезона, стал чемпионом страны, обыграв в гостевом матче «Луч-Энергию» со счётом 0:4. Жирков стал обладателем золотых медалей первенства во второй раз.
Первый матч Кубка России 2005/06 в новом сезоне Жирков провёл 5 марта против костромского «Спартака» (5:0), забил мяч. В ответном матче (3:0) участия не принимал. В матчах четвертьфинала и полуфинала Жирков выходил в стартовом составе. 20 мая состоялся финал кубка, в котором ЦСКА противостоял «Спартак». ЦСКА уверенно победил 3:0, и Юрий Жирков второй год подряд стал обладателем Кубка России.
По итогам сезона Жирков во второй раз вошёл в список «33 лучших футболистов» чемпионата России под № 1.
Армейцы стартовали в Лиге чемпионов 2006/07 с третьего квалификационного раунда, который состоялся 9 августа против клуба «Ружомберок», матч закончился уверенной победой красно-синих 3:0, в ответном матче ЦСКА также победил 2:0. В первом матче Жирков провёл на поле все 90 минут игры, а во втором вышел на поле после первого тайма. В групповом этапе лиги Жирков провёл все шесть матчей. 6 декабря он забил гол в ворота ФК «Гамбург», который был признан самым красивым в том розыгрыше лиги. Получив пас в центре поля, обыграл трёх соперников и, выйдя один на один с вратарём «Гамбурга», точно пробил по воротам.
3 марта в Москве на стадионе «Лужники» состоялся пятый розыгрыш Суперкубка России. Как и в предыдущие годы, армейцам противостояли их главные принципиальные соперники — футболисты московского «Спартака». Уже на первой минуте игры Жирков ворвался в спартаковскую штрафную и сделал пас на Вагнера Лава, который использовал голевой момент и открыл счёт в матче.

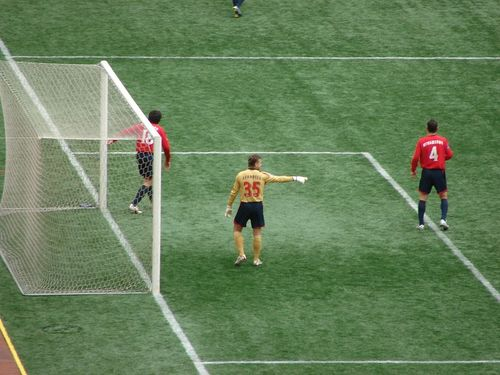
Жирков, Акинфеев и Игнашевич у своих ворот. 29 апреля 2007 года. ЦСКА — «Сатурн» 3:1

В начале второго тайма Жирков опасно ударил по воротам, но забить ему не удалось. На 47-й минуте игры Баженов сравнял счёт. На 51-й минуте Игнашевич ударом со штрафного вывел свою команду вперёд. На 61-й минуте Торбинский реализовал выход один на один. Через три минуты Жо забил третий гол армейцев, а за десять минут до конца матча он же установил окончательный счёт игры — 4:2. ЦСКА стал обладателем Суперкубка в третий раз.
В сезоне-2007 Юрий Жирков провёл 29 матчей из 30, игру первого круга с «Зенитом» он пропустил из-за перебора жёлтых карточек. Первый гол забил 29 апреля в ворота «Сатурна» после розыгрыша углового. Матч завершился со счётом 3:1 в пользу москвичей. Второй мяч был забит в матче против самарского клуба «Крылья Советов», на 57-й минуте игры Жирков, получив мяч после подачи углового, неотразимо пробил по воротам, армейцы к тому времени уже вели со счётом 3:1, а окончательный счёт матча установил самарец Кшиштоф Лонгевка — 4:2 в пользу красно-синих. Чемпионат «армейцы» закончили на третьем месте. По итогам сезона Жирков третий год подряд был включён в число «33 лучших футболиста» под № 1 и впервые в своей карьере был награждён «Золотой подковой».

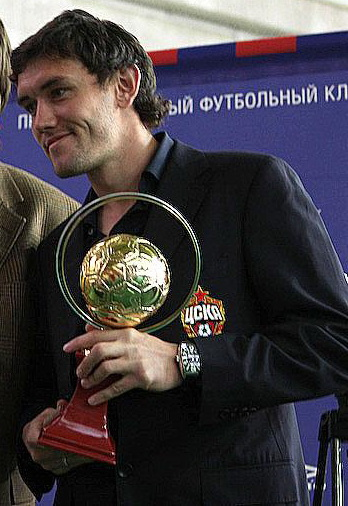
Жирков с призом лучшего игрока сезона 2007 в ЦСКА

В Кубке России 2006/07 Жирков в 2007 году провёл две игры. В 1/8 финала кубка ЦСКА встречался с «Крыльями Советов», первый матч закончился со счётом 0:0, а в ответном матче самарцы оказались сильнее — 2:0. В обоих матчах Жирков выходил в стартовом составе.
Матчи Кубка России 2007/08 для ЦСКА начались 27 июня с игры 1/16 финала против калининградской «Балтики». Жирков вышел на поле с первых минут игры. Матч закончился со счётом 0:1 в пользу москвичей. В 1/8 финала армейцы встречались с подмосковными «Химками», счёт в матче открыл нападающий ЦСКА — Янчик, а за две минуты до конца игры Жирков удвоил счёт. В матче 1/4 финала против нальчикского «Спартака» Жирков имел несколько возможностей забить гол, но ими не воспользовался, тем не менее, игра завершилась со счётом 2:1 в пользу красно-синих, и армейцы продолжили участие в соревновании.
После того, как ЦСКА в 2006 занял 3-е место в своей группе Лиги чемпионов, команда продолжила выступление в еврокубках с 1/16 кубка УЕФА. 22 февраля красно-синие встречались с израильским клубом «Маккаби» (Хайфа). В первом матче судьи зафиксировали ничейный результат. Во втором матче ЦСКА потерпел поражение 0:1 и прекратил борьбу за трофей. В обоих матчах Жирков выходил в основном составе и провёл на поле все 90 минут игры.
Выступления в Лиге чемпионов 2007/08 ЦСКА начал с группового этапа. В первом матче с ПСВ, который завершился со счётом 2:1 в пользу голландцев, Жирков отметился голевой передачей на Вагнера. В матче против турецкого «Фенербахче» Жирков участвовал в нескольких опасных атаках, а в одном из эпизодов вывел Вагнера один на один с вратарём, однако бразилец не сумел поразить ворота турок. В матче с «Интером» Жирков отметился несколькими опасными передачами, но одноклубники не смогли превратить их в голы. Матч закончился со счётом 2:1 в пользу миланского клуба. Ответную игру Жирков провёл неудачно. ЦСКА потерпел поражение со счётом 2:4. В ответных матчах против ПСВ и «Фенербахче» Жирков не отметился ни голами, ни голевыми передачами. По итогам группового этапа ЦСКА занял последнее, четвёртое, место в группе.

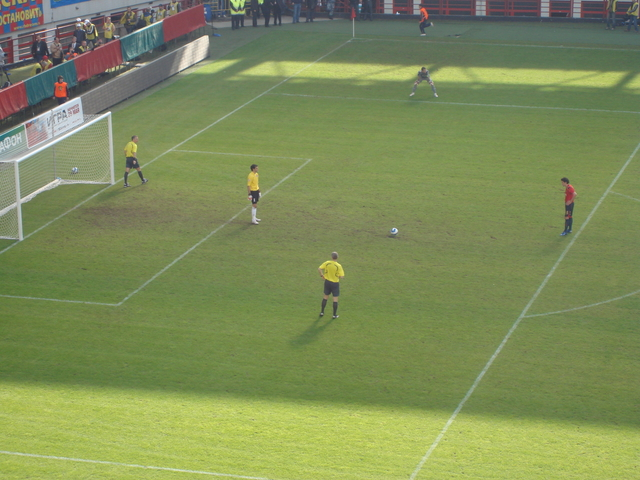
Жирков готовится пробить пенальти в ворота «Амкара»

В январе 2008 года Жирков продлил контракт с ЦСКА до 2011 года. В чемпионате 2008 провёл 28 матчей, в которых отдал восемь голевых передач и забил три гола. По голевым передачам занял второе место в чемпионате после португальца Данни. Первый гол в сезоне забил только 30 августа в ворота московского «Локомотива». На 68-й минуте игры Жирков, обойдя на подступах к штрафной трёх защитников, переиграл Пелиццоли. По окончании сезона этот гол был признан болельщиками ЦСКА лучшим в чемпионате.
В матче 27-го тура против московского «Спартака» Юрий Жирков был удалён с поля. На 86-й минуте игры между футболистами ЦСКА и арбитром возник спор относительно неназначенного углового удара. Жирков подбежал к помощнику судьи и упёрся лбом в его лоб, за что получил жёлтую карточку, после этого Жирков что-то произнёс в адрес главного судьи и толкнул его, за это он был наказан красной карточкой и был вынужден покинуть поле досрочно. За этот инцидент КДК дисквалифицировала футболиста на одну игру. Комментируя удаление, Жирков сказал, что уже до этого был разгорячён тем, что нарушения против него не всегда фиксировались арбитром, а последней каплей стало то, что судья в поле и его помощник не могли найти общий язык. Жирков также отметил, что, сколько он себя помнит, у него всегда были красные карточки за неспортивное поведение.
В сезоне 2008 Жирков вместе с ЦСКА занял второе место в чемпионате. По итогам сезона Жирков был признан лучшим игроком первенства России.
В полуфинале Кубка России 2007/2008 против «Томи» Юрий Жирков отметился голевой передачей и был признан самым «опасным» игроком встречи. Финал Кубка, в котором встречались футболисты ЦСКА и «Амкара», состоялся 17 мая, в Москве, на стадионе «Локомотив». Первый гол был забит на 57-й минуте встречи, Дринчич из-за пределов штрафной поразил ворота Акинфеева. Через семь минут отличился Дуймович, забив гол после углового. На 66-й минуте Вагнер Лав сократил отставание от соперников. А на 74-й, после прострела Жиркова, забил Жо. В дополнительное время счёт не изменился, а по пенальти сильнее оказались футболисты ЦСКА — 4:1. Таким образом, Жирков стал обладателем Кубка России в третий раз.
Еврокубковый сезон 2008 для Жиркова начался 18 сентября с матча первого раунда Кубка УЕФА против хорватского клуба «Славен Белупо». По ходу встречи армейцы проигрывали хорватам один мяч, но в концовке матча смогли одержать волевую победу со счётом 1:2. В первом забитом мяче в ворота «Славена» Жирков принял непосредственное участие. В ответном матче, в котором Жирков вышел на замену на 69-й минуте, победил ЦСКА — 1:0. В следующем матче «красно-синие» обыграли «Депортиво» со счётом 3:0, Жирков в матче отметился выходом один на один, который не смог реализовать, и несколькими острыми передачами на одноклубников. В игре против голландского «Фейеноорда» принял участие в первом голе, забитом ЦСКА: после его подачи с углового Алексей Березуцкий открыл счёт в матче. Игра завершилась со счётом 1:3 в пользу армейцев. В матче против польского «Леха», в котором сильнее оказались футболисты ЦСКА (2:1), Жирков забил свой третий гол в еврокубках. В матче против «Нанси» Жирков вышел на поле на позиции левого защитника. На 32-й минуте он принял участие в голевой атаке: вбежав в штрафную площадь французов, прострелил на Рамона, который забил гол. Матч закончился со счётом 4:3 в пользу ЦСКА, который гарантировал себе выход в 1/16 финала с первого места в группе «H».

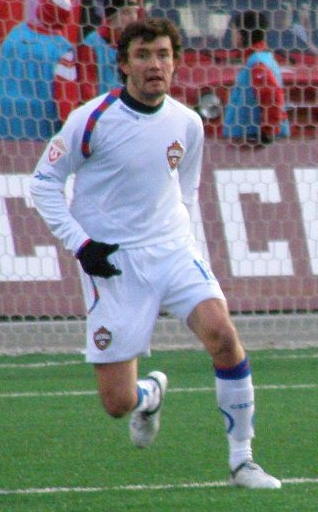
Юрий Жирков сезон 2009

Сезон 2009 в России для Юрия, уже в четвёртый раз, начался с Суперкубка России, в котором армейцам противостоял чемпион страны — казанский «Рубин». Матч открытия состоялся 7 марта, на Большой спортивной арене «Лужники». В дебюте матча преимуществом владели казанцы, а футболисты ЦСКА действовали на быстрых контратаках. На 26-й минуте игры Жирков после паса Алана Дзагоева пробил в ближний угол ворот, однако голкипер «Рубина» Рыжиков сумел перевести мяч на угловой. На 43-й минуте матча Жирков, обыграв трёх футболистов, ворвался в штрафную площадь «Рубина» и отдал пас набежавшему Дзагоеву, после навеса которого мяч, отскочивший от защитника «Рубина», подобрал Шемберас и мощно пробил из-за пределов штрафной, открыв счёт в матче. На 66-й минуте Шаронов после розыгрыша штрафного сумел сравнять счёт. Во втором дополнительном тайме Жирков вывел нападающего ЦСКА Томаша Нецида один на один с вратарём казанцев, однако тот не сумел переиграть Рыжикова, который вынес мяч из вратарской. Жирков оказался на добивании первым, однако Квирквелия сумел выбить мяч из пустых ворот. На 113-й минуте Нецид забил гол, установив тем самым окончательный счёт в матче — 1:2. Жирков стал четырёхкратным обладателем Суперкубка России. По итогам матча полузащитник получил 6,5 баллов от газеты «Спорт-Экспресс».
В чемпионате России 2009 Жирков провёл десять матчей, в которых отдал четыре голевые передачи и забил один гол. Свой единственный гол в чемпионате Жирков забил в ворота московского «Локомотива» после прострела Евгения Алдонина. По ходу турнира Жирков четырежды входил в символическую сборную тура по версии газеты «Спорт-Экспресс». Последний матч за ЦСКА провёл 14 июня против футбольного клуба Москва.
В Кубке России 2008/09 Жирков провёл три матча, начиная с матча 1/4 финала против московского «Локомотива». В матче против «железнодорожников» несколько раз опасно бил по воротам, однако забить ему так и не удалось; тем не менее, матч завершился победой армейцев, единственный гол забил Нецид. В полуфинале ЦСКА встречался с московским «Динамо». На 38-й минуте игры Вагнер Лав с пенальти открыл счёт в матче, а в начале второго тайма Юрий Жирков после навеса Маазу увеличил отрыв армейцев от соперника. В самой концовке игры бело-голубые сначала сократили отрыв в счёте, а потом и сравняли его. Дополнительное время победителя не выявило, а в серии одиннадцатиметровых сильнее оказались футболисты ЦСКА. Один из пенальти в серии реализовал Жирков. В финальном матче ЦСКА не без труда обыграл «Рубин» со счётом 1:0. На 90-й минуте игры и получил болезненный удар по ногам и был вынужден покинуть поле.
В летнее межсезонье Жирковым интересовался ряд европейских топ-клубов, в частности «Барселона» и «Бавария», куда хотел перейти сам россиянин, однако, лондонский «Челси» оказался расторопнее и заключил с Жирковым контракт по системе 3+1. После прохождения медосмотра российский футболист официально стал игроком клуба. Сумма трансфера составила 18 миллионов фунтов, таким образом, Жирков стал самым дорогостоящим российским игроком в истории. Через несколько недель после перехода 5 августа Жирков получил травму колена, к полноценным тренировкам приступил только 25 августа, а полностью оправился от последствий травмы к концу ноября.
В сезоне 2009 Жирков провёл в еврокубках три матча, два из них против клуба «Астон Вилла» и один против донецкого «Шахтёра». В первом матче отметился опасным ударом с линии штрафной, но не попал в створ ворот. Матч закончился со счётом 1:1. Во второй игре забил гол. Во втором тайме после штрафного удара открыл счёт, а точку в матче поставил Вагнер Лав, забив на 3-й добавленной минуте. В 1/8 финал ЦСКА встречался с «Шахтёром». В этом матче, который завершился со счётом 1:0 в пользу ЦСКА, Жирков на 66-й минуте получил жёлтую карточку и был дисквалифицирован на следующую игру в рамках Кубка УЕФА. Во второй игре против «горняков», проходившей без участия Жиркова, армейцы потерпели поражение и завершили выступление в Кубке.

### «Челси»

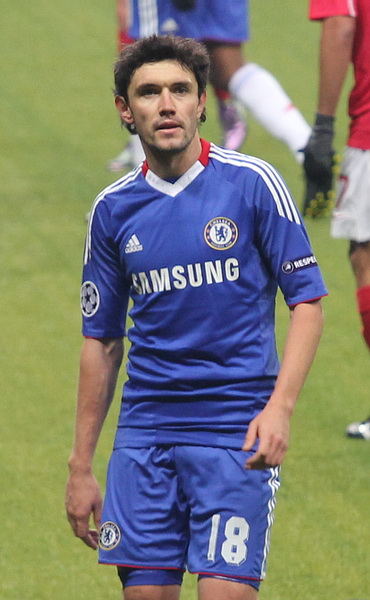
Жирков в игре за «Челси»

Первую свою игру в официальном матче английской Премьер-лиги за «Челси» Жирков провёл 20 декабря 2009 года, он вышел на замену на 76-й минуте матча «Вест Хэм Юнайтед» — «Челси», который закончился со счётом 1:1. Всего в этом сезоне провёл 17 матчей в чемпионате, не забил ни одного гола.
В 1/4 финала Кубка лиги 2 декабря 2009 против «Блэкберн Роверс» полузащитник провёл на поле все 120 минут и реализовал пенальти в послематчевой серии одиннадцатиметровых, матч закончился со счётом 3:3, в серии пенальти победил «Блэкберн» (4:3).
После переезда в «Челси» Жирков провёл в Лиге чемпионов три матча: 21 октября 2009 года в матче против «Атлетико Мадрид» на 73 минуте заменил нападающего Саломона Калу, матч закончился крупной победой «Челси» 4:0. 25 ноября вышел в основе в матче против «Порту», который закончился победой «Челси» 1:0. 8 декабря в матче с клубом АПОЭЛ на 26-й минуте отметился голевой передачей на Дидье Дрогба, сделавшего счёт 2:1. Матч завершился вничью со счётом 2:2, а «Челси» вышел в плей-офф Лиги чемпионов.
Новый сезон для Жиркова начался с Суперкубка Англии, где он вышел на 79 минуте, а его команда уступила «Манчестер Юнайтед» со счётом 1:3.
В Премьер-лиге «Челси» выступал с переменным успехом и по итогам сезона занял второе место, а Жирков провёл 12 матчей в которых так и не смог отличиться. В Кубке Англии клуб провёл лишь два матча, а Юрий принял участие в обоих.
19 октября 2010 года Юрий Жирков забил свой первый официальный мяч за лондонский клуб. Произошло это в матче группового турнира Лиги чемпионов со «Спартаком». Благодаря этому мячу Жирков стал первым российским игроком, который отправил мяч в ворота своих соотечественников в рамках Лиги чемпионов. Всего в турнире провёл семь матчей, а клуб покинул розыгрыш на стадии 1/4 финала.

### «Анжи»

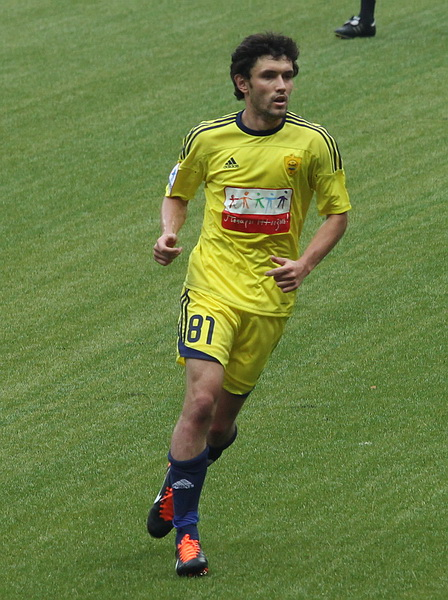
Жирков в дебютном матче за «Анжи»

Летом 2011 года интерес к Жиркову выразили российские клубы — московские «Динамо» и «Спартак», а также «Рубин». По словам Сослана Джанаева, Жирков «очень хотел в „Спартак“ перейти сам, но Гинер и Абрамович отказались его продавать именно туда». Эти же слова подтвердил главный тренер «красно-белых», Валерий Карпин: «Он хотел и был готов вернуться в Россию. И если бы в „Челси“ могли его нам продать, Юра бы оказался в „Спартаке“».
В конце июля им заинтересовался махачкалинский «Анжи». 2 августа клуб и футболист договорились об условиях четырёхлетнего контракта. 6 августа Юрий официально стал игроком махачкалинского клуба. Сумма трансфера полузащитника составила 15 млн евро. По мнению Андрея Канчельскиса, Юрий вернулся в Россию, потому что побоялся конкуренции за место в стартовом составе «Челси». По мнению Евгения Ловчева, Дмитрия Хохлова, Равиля Сабитова, Владимира Долгополова и футбольного агента Алексея Сафонова, единственной причиной перехода Жиркова в «Анжи» стали деньги. При этом сам Жирков заявил, что для него главное футбол, и он надеется получать от него удовольствие в своей новой команде.

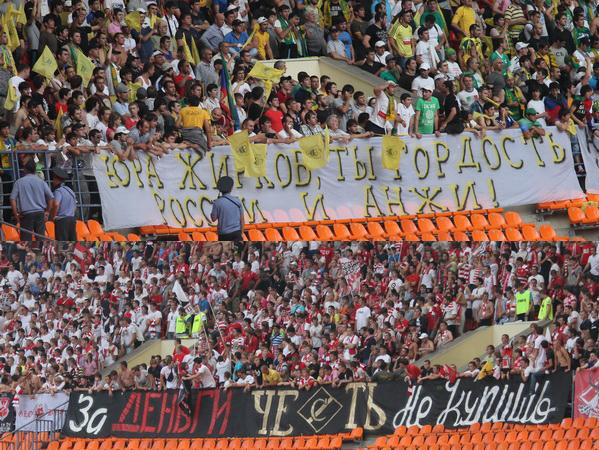
Баннеры о Юрии Жиркове.
Сверху: «Юра Жирков, ты гордость России и Анжи!»
Снизу: «За деньги честь не купишь!»

14 августа Жирков дебютировал в составе «Анжи» в матче с московским «Спартаком» (0:3). Этот матч стал 300-м для него в профессиональной карьере. Первый гол за «Анжи» забил в 29-м туре пермскому «Амкару». По итогам сезона «Анжи» занял 3-е место в чемпионате и попал в Лигу Европы на следующий сезон, а Жирков вошёл в список 33-х лучших футболистов чемпионата под № 1.
В сезоне 2012/2013 являясь игроком стартового состава «Анжи» и одним из лидеров команды, помог клубу добиться высших результатов в своей истории: бронзовых медалей чемпионата России. Оба своих гола в премьер-лиге полузащитник забил в ворота московского «Динамо», забив в обоих матчах. Кроме того, «Анжи» дошёл до финала Кубка России, где в серии пенальти уступил ЦСКА. Жирков стал одним из тех футболистов, кто не смог реализовать свою попытку.

### «Динамо» (Москва)

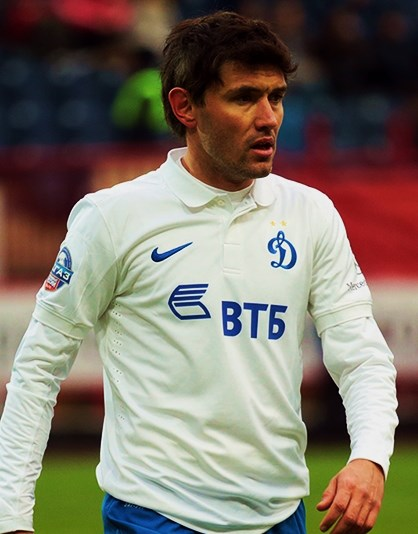
Жирков в составе «Динамо»

После изменения стратегии развития клуба, «Анжи» решил избавиться от футболистов с большой зарплатой. Таким образом, Александр Кокорин, Игорь Денисов и Жирков перешли из махачкалинского клуба в московское «Динамо». Жирков был заявлен под 3 номером. Первые десять туров чемпионата был вынужден пропустить из-за травмы подколенного сухожилия. Дебют игрока за «Динамо» пришёлся на игру против «Крыльев Советов», прошедшую 29 сентября 2013 года на стадионе «Родина», в которой он смог отметиться голом. До перерыва Жирков смог принять участие ещё лишь в пяти матчах команды. Весенняя часть чемпионата началась для игрока с дубля в ворота ЦСКА, который помог «динамовцам» победить со счётом 4:2. По итогам сезона «Динамо» заняло четвёртое место в чемпионате.
Следующий сезон для Жиркова сложился ровнее предыдущего, прежде всего по причине отсутствия травм. На протяжении большей части чемпионата он являлся игроком стартового состава, выступая на привычных для себя позициях левого защитника и полузащитника. Отметиться результативными действиями в премьер-лиге ему не удавалось достаточно долгое время, лишь 4 апреля 2015 года в матче против «Локомотива» (2:2) сделал голевую передачу на Вильяма Венкёра. Это результативное действие оказалось для Жиркова единственным за весь чемпионат, по итогам которого «Динамо» как и годом ранее заняло четвёртое место. В Лиге Европы 2014/15 команда вышла из группы с первого места, одержав победы во всех шести матчах. На счету Жиркова оказались победные голы в ворота голландского ПСВ (1:0) и португальского «Эшторила» (2:1). На стадии плей-офф «Динамо» дошло до стадии 1/8 финала, где по сумме двух матчей уступило «Наполи».
В начале сезона 2015/2016 Жирков стал безоговорочным игроком стартового состава «бело-голубых», однако результаты команды стали резко снижаться: по итогам первого круга чемпионата «динамовцы» смогли одержать лишь четыре победы, стало очевидно, что команде предстоит вести борьбу за сохранение прописки в премьер-лиге. Жирков при оформил лишь три голевые передачи в ворота «Уфы», «Спартака» и «Мордовии». Уже после ухода Жиркова из команды «Динамо» впервые в своей истории покинуло элитный дивизион, вылетев в ФНЛ.

### «Зенит»

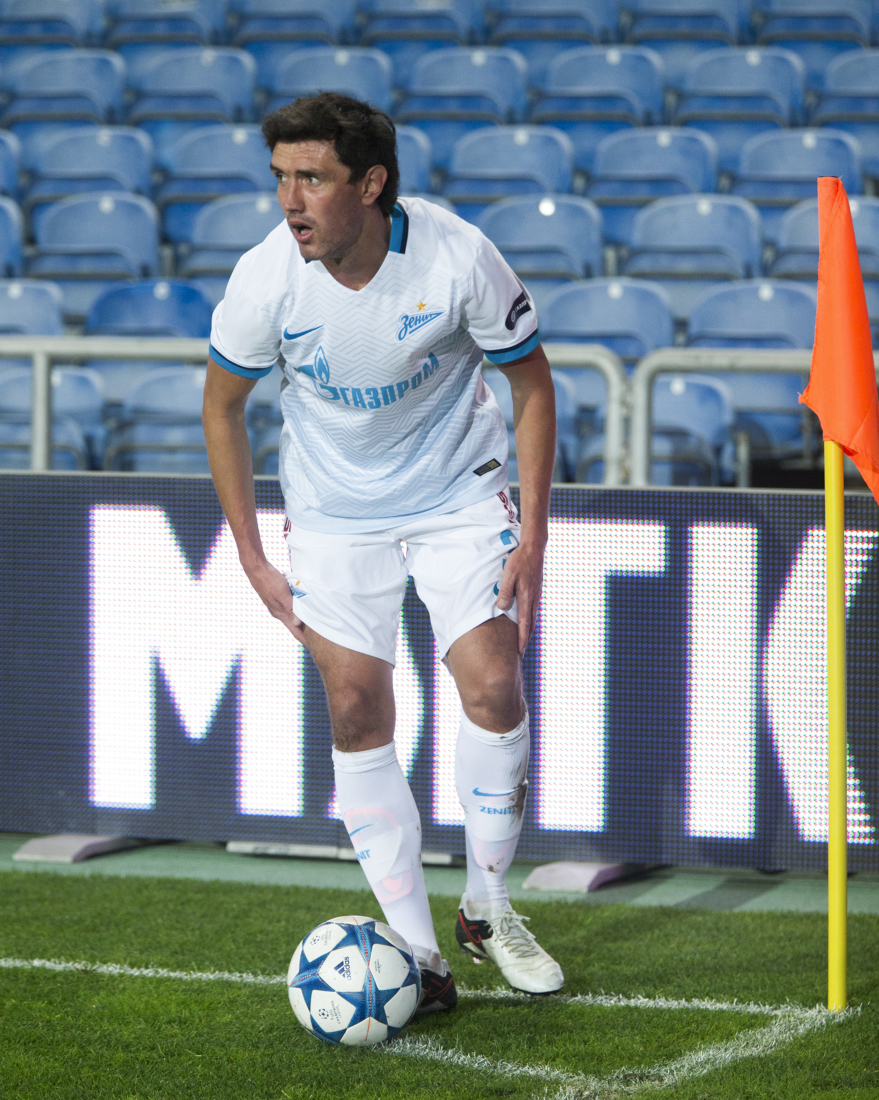
Жирков в составе «Зенита»

26 января 2016 года «Динамо» и «Зенит» достигли договорённости о том, что с 1 июля 2016 года Жирков продолжит карьеру в составе сине-бело-голубых. Контракт рассчитан на два года. Жирков присоединится к «Зениту» на правах свободного агента, если сторонами не будет принято решение о досрочном переходе футболиста. 30 января вместе с Александром Кокориным досрочно перешли в «Зенит».
16 февраля 2016 года Жирков дебютировал за «Зенит», выйдя на замену в матче плей-офф Лиги чемпионов против «Бенфики». Закрепился в основном составе команды, несмотря на наличие в команде более молодых футболистов. 20 августа 2016 года Жирков забил первый мяч за «сине-бело-голубых», поразив ворота своего бывшего клуба ЦСКА, принеся «Зениту» ничью (1:1). Первые два полноценные сезона в составе «сине-бело-голубых» провёл с переменным успехом: твёрдым игроком основного состава ему стать не удалось, новых трофеев в эти сезоны «Зенит» выиграть не сумел.
9 июня 2018 года «Зенит» продлил контракт с Жирковым на один год, несмотря на то, что первую половину сезона футболист был вынужден полностью пропустить из-за травмы. После возвращения в строй Жирков вернулся в основной состав «Зенита» и помог команде за три тура до конца чемпионата оформить чемпионский титул.
На старте следующего сезона по-прежнему являлся основным игроком команды. 1 сентября 2019 года голом в девятку принёс «Зениту» победу над «Спартаком» (1:0). В сезоне 2020/21 стал появляться на поле гораздо реже и являлся игроком ротации, а по окончании сезона стал свободным агентом.

### «Аминьево»
23 сентября 2021 года было объявлено, что Жирков стал игроком московского клуба «Аминьево», выступающего в Любительской футбольной лиге. По словам футболиста, перейти в команду ему предложили его друзья, в частности, Александр Прудников.

### «Химки»
12 января 2022 года стало известно о подписании Жирковым контракта с «Химками». Контракт был заключён по схеме «1+1» с опцией продления на сезон в том случае, если клуб останется в РПЛ. Юрий дебютировал за «Химки» в матче 19-го тура чемпионата России против «Динамо» и провел на поле 70 минут. Летом этого же года клуб не продлил контракт с футболистом по его просьбе.

### Завершение карьеры
В феврале 2023 года принял участие в Кубке Легенд в составе звезд сборной России. После победы в Кубке 12 февраля в интервью одному из издательств объявил о завершении профессиональной карьеры, цитируя:
«Думаю, все могли догадаться уже, что моя профессиональная карьера футболиста завершена. Что планирую делать дальше? Ничего. Наслаждаться жизнью, ха-ха», — заявил Жирков.
В 2023 году был заявлен за медиафутбольную команду Fight Nights, однако на поле не выходил. В апреле 2024 года присоединился к клубу БАМOVETS. Последний не прошёл стыковые матчи в 5 сезон Медиалиги, и в трансферное окно МФЛ Жирков перешёл в FC Bus Гатагова. В мини-интервью порталу Sports Юрий отметил хороший уровень команд медиафутбола, заявив, что играть с ними «очень тяжело», поскольку «все хорошо борются», и «некоторые команды очень организованно играют в пас». В 2024—2025 годах играл за СКА.

## Карьера в сборной
В конце марта 2004 года Жирков впервые получил вызов в молодёжную сборную. В конце апреля был вызван в расположение молодёжной сборной перед матчем со сборной Норвегии. За молодёжную сборную в официальном матче дебютировал 4 сентября против сборной Словакии, выйдя на поле в основном составе. Матч закончился со счётом 4:0 в пользу россиян. Жирков в рамках отборочных матчей чемпионата Европы среди молодёжи также участвовал в матче против сборной Люксембурга, который завершился со счётом 4:0 в пользу команды России, против сборной Португалии (2:0 в пользу португальцев) и со сборной Эстонии (счёт 3:0 в пользу россиян), в матче с которой ему удалось забить свой первый гол за сборную. Всего в сезоне 2004 за молодёжную сборную, с учётом товарищеских матчей, провёл семь игр, забил один гол.
Жирков дебютировал за сборную 9 февраля 2005 года в матче против сборной Италии, выйдя на поле в стартовом составе. Игра завершилась со счётом 2:0 в пользу Италии. Всего в том сезоне Жирков провёл четыре матча за основную сборную. Также сыграл два матча за молодёжную сборную против Дании. Первый матч закончился со счётом 1:0 в пользу датчан, а во втором они победили россиян со счётом 3:1. Счёт в матче открыл Жирков уже на второй минуте игры, однако датчане вскоре смогли сравнять счёт, а на 16 минуте вышли вперёд. В концовке матча Жирков после того, как судья отменил второй гол россиян, снял с себя футболку и вручил её судье, за что получил красную карточку. Также были удалены Быстров, который вступился за Жиркова, Черногаев, Самедов (запасной) и Бухаров. Это происшествие было осуждено рядом СМИ. Позже Жирков принёс извинение за своё поведение в матче.
В сезоне 2006 провёл за сборную три игры. Первым был товарищеский матч против сборной Бразилии (0:1). Жирков провёл на поле все 90 минут. В матче против сборной Израиля (1:1) был заменён на 77-й минуте. В последнем матче сборной в сезоне 2006, который прошёл 15 ноября в Македонии, участвовал в нескольких опасных атаках, а в одном из эпизодов, ударом со штрафного, чуть было не забил гол.

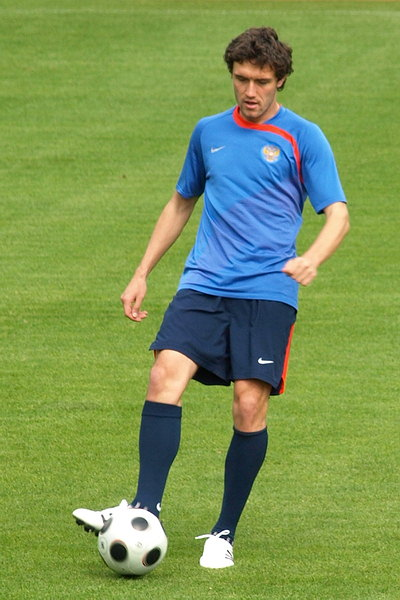
Юрий Жирков на открытой тренировке сборной в Леоганге

В сезоне 2007 Жирков провёл за сборную девять игр, включая два товарищеских матча против сборной Голландии и сборной Польши. Первый официальный матч сборной прошёл 24 марта в Таллине против Эстонии (2:0) в рамках отборочного турнира Евро-2008, Жирков участвовал в игре с первых минут. В первом матче со сборной Андорры отметился голевым пасом на Александра Кержакова. В дебюте матча против англичан Жирков опасно пробил по воротам, но мяч заблокировали защитники. Последнем матчем в 2007 году, стал ответный матч против сборной Андорры (1:0). Эта победа с учётом результата матча Англия — Хорватия гарантировала выход сборной России в финальную часть чемпионата Европы 2008.
Всего в 2008 году Жирков провёл за сборную двенадцать встреч. В подготовительном матче перед чемпионатом Европы против сборной Казахстана отметился голевым пасом на Сычёва, который забил последний, шестой, гол в игре. На Евро-2008 Жирков выходил на поле формально на позиции левого защитника, но при этом «бороздил» левую бровку от края до края. В большинстве случаев именно он подавал угловые слева, а также бил штрафные с левого угла поля. В матче отборочного этапа против сборной Швеции он принял участие в повторном взятии ворот скандинавов, отдав голевой пас на Андрея Аршавина. В матче против сборной Голландии при счёте 1:1 Жирков был сбит в штрафной соперника, но главный арбитр встречи не назначил пенальти. Несмотря на это спорное решение, россияне в дополнительное время одержали победу со счётом 3:1. В полуфинале сборная России потерпела поражение от Испании и таким образом впервые в своей истории стала обладателем бронзовых медалей чемпионата. По итогам турнира Жирков попал в символическую сборную чемпионата Европы 2008 года по версии УЕФА.
Осенью 2008 года Жирков принял участие в трёх отборочных матчах чемпионата мира 2010.
В 2009 году провёл за главную сборную России три матча в рамках отборочного цикла чемпионата мира 2010. В матче против сборной Азербайджана отметился острой передачей на Романа Павлюченко, однако тот не смог поразить ворота соперника. В двух матчах против сборной Лихтенштейна и сборной Финляндии выходил на поле в стартовом составе команды. В августе получил травму, которая не позволила ему сыграть ни в товарищеской игре с Аргентиной (2:3), ни в отборочных играх с Лихтенштейном и Уэльсом (3:0 и 3:1). Несмотря на долгую травму, Жирков всё же решился сыграть главный матч отбора против Германии (0:1). Жирков был одним из лучших игроков матча, выключив из игры Жерома Боатенга. Сыграл в обеих стыковых матчах против Словении. В московском поединке он имел шанс отличиться, обыграв всю оборону противника, однако Самир Ханданович ногами выбил мяч. В ответном поединке отыграл почти весь матч, создавая опасные моменты, однако был удалён с поля за перепалку с подающим мячи, получив вторую жёлтую карточку. После игры арбитр Терье Хауге, судивший игру, сказал, что точно не видел, что случилось, и посчитал, что по ошибке удалил Жиркова.

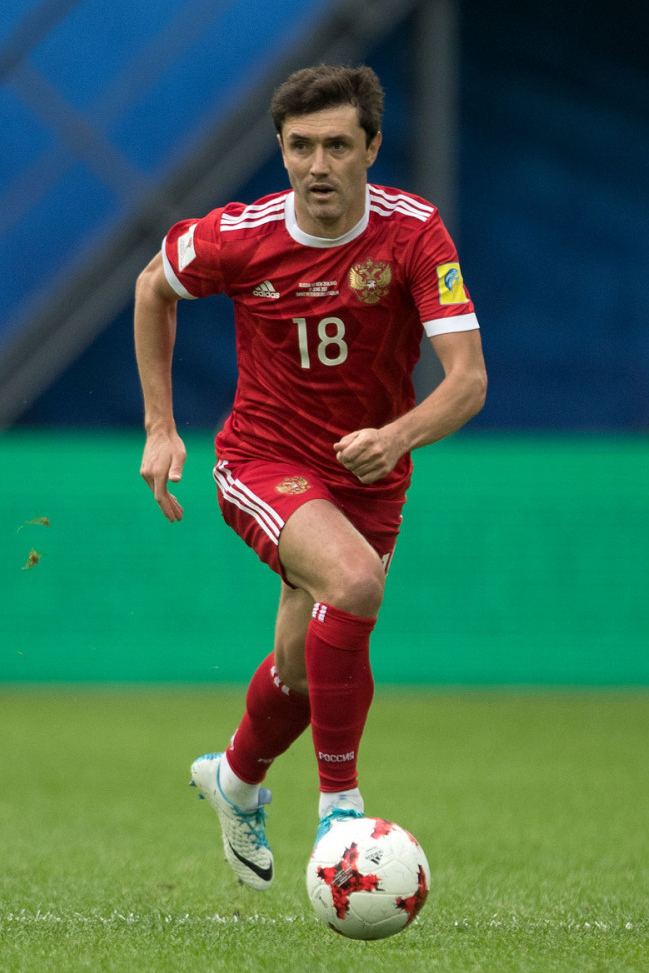
Юрий Жирков на Кубке Конфедераций 2017 года

В 2010 году Жирков провёл все матчи, которые играла сборная (кроме матча с Андоррой), но ничем особенным на поле не запомнился. В 2011 году заработал пенальти в важном отборочном матче против сборной Армении, который реализовал Роман Павлюченко. В итоге российская сборная победила со счётом 3:1.
В 2011 году в первом матче Жиркова в качестве футболиста «Анжи» (товарищеская игра с Сербией в Москве) болельщики, недовольные переходом футболиста в стан дагестанской команды, освистали его. После матча президент РФС Сергей Фурсенко заявил, что такое отношение к Жиркову не останется без последствий.
В матчах против Македонии и Ирландии Жирков выглядел очень уверенно и был одним из лучших в составе россиян, однако результативными действиями не отметился. В важнейшем выездном матче против Словакии отдал голевую передачу на Алана Дзагоева, который забил единственный гол в матче и практически гарантировал России участие на Евро-2012.
На чемпионате Европы Жирков играл на позиции левого защитника. В матче со Польшей не смог помешать нападающему Якубу Блащиковскому нанести точный удар и сравнять счёт. В итоге сборная России не смогла выйти из группы, пропустив вперёд себя сборные Чехии и Греции.
В 2014 году Жирков был включён в заявку сборной России на чемпионат мира по футболу в Бразилии и принял участие в матче против сборной Кореи. Сборная завершила выступления на чемпионате, не выйдя в плей-офф турнира, сыграв на групповом этапе вничью с Кореей (1:1) и с Алжиром (1:1) и уступив Бельгии (0:1).
Летом 2017 года вошёл в заявку сборной на Кубок Конфедераций. Принял участие во всех трёх матчах — с Новой Зеландией, Португалией и Мексикой. В матче с Мексикой на 68-й минуте получил вторую жёлтую карточку и был удалён с поля.
Вошёл в заявку сборной на чемпионат мира 2018 года в России. Принял участие в играх против Саудовской Аравии и Египта, в которых Россия победила, набрав 6 очков и гарантировав себе место в плей-офф. Матч против Уругвая Жирков пропускал. В матче 1/8 финала с испанцами получил травму. Предварительный диагноз — воспаление сухожилия одной из мышц голени — подтвердился в ходе медицинского обследования и не позволил ему принять участие в дальнейших матчах сборной на турнире. Сборная же дошла до 1/4 финала, где уступила Хорватии в серии послематчевых пенальти.
10 июля 2018 года Жирков объявил о завершении карьеры в сборной России. Однако 16 марта 2019 года главный тренер сборной Станислав Черчесов объявил о вызове Жиркова в сборную для подготовки к матчам отборочного турнира чемпионата Европы 2020 против Бельгии и Казахстана. Жирков сыграл в пяти из десяти матчей отборочного турнира.
18 ноября 2020 года Юрий сыграл 100-й матч за сборную России, выйдя на поле на игру против сборной Сербии. Жирков стал лишь пятым российским футболистом, кому покорилась данная отметка после Виктора Онопко, Сергея Игнашевича, Василия Березуцкого и Игоря Акинфеева.
На Евро-2020 Жирков получил травму бедра в матче против Бельгии. Позже стало известно, что футболист пропустит остаток чемпионата из-за травмы. Его отпустили из расположения сборной на лечение в московскую клинику.
В 2023 году Юрий выиграл Кубок Легенд.

## Стиль игры
Жирков — универсальный футболист. За время, проведённое в профессиональном футболе, сыграл практически на всех позициях. В начале своей карьер, выступая в тамбовском «Спартаке», играл на позициях атакующего и левого полузащитника. После перехода в ЦСКА его первоначально наигрывали на позиции левого защитника, однако возглавлявший в то время армейский клуб Артур Жорже, вскоре, отказался от этой идеи и перевёл Жиркова на более привычную ему позицию — на левый фланг полузащиты. В главной сборной страны первоначально выступал на позиции левого хавбека, позже стал выходить в качестве левого защитника.
По состоянию на 2009 год Жирков характеризовался как обладающий прекрасным дриблингом и мощным рывком — качествами, крайне важными для фланговых футболистов. Отмечалось, что он — техничный, скоростной игрок, способный обыграть нескольких соперников как на подступах к штрафной, так и в середине поля. Очень работоспособен, играя на бровке, он «бороздит» её от края до края. Как и многих других скоростных и техничных футболистов, Жиркова часто били по ногам.

## Личная жизнь

#### Семья
У Жиркова есть двое братьев и сестра. Младший, Николай, выступал за молодёжную команду ЦСКА. 1 февраля 2008 года женился на Инне. По её собственным словам, после учёбы в школе никогда не работала. В ночь на понедельник 8 сентября 2008 года родился сын Дмитрий. 21 августа 2010 года родилась дочь Милана. В 2012 году Инна Жиркова завоевала титул «Миссис Россия-2012», но после скандального телеинтервью журналисту Борису Соболеву и его бурного обсуждения в интернете отказалась от титула. В августе 2013 года Жиркова приняла участие в телешоу «Остров», согласно правилам которого люди оставлены на острове без еды и воды. 25 сентября 2015 года родила второго сына.

#### Образование
Среднее образование получил в школе № 19, после окончания которой поступил в училище и начал обучение по специальности техник-электрик. По окончании училища получил диплом о среднем техническом образовании. В декабре 2008 года сдал последние экзамены в Тамбовском государственном университете и защитил диплом.

#### Досуг
По состоянию на 2009 год на досуге Жирков играл в компьютерные игры, слушал музыку, смотрел фильмы. В последние[какие?] годы увлёкся коллекционированием предметов, связанных с Великой Отечественной войной, со временем[каким?] планирует открыть маленький музей в своём доме, в котором будет выставлена его коллекция.

#### Политическая деятельность
6 февраля 2012 года был официально зарегистрирован как доверенное лицо кандидата в президенты РФ, тогдашнего премьер-министра Владимира Путина.

#### Происшествия
Юрий Жирков дважды попадал в автомобильные аварии. Впервые это случилось в январе 2005 года в Тамбове: футболиста, ехавшего на высокой скорости, подрезали, из-за чего он врезался в столб. Жирков выжил только благодаря подушкам безопасности. 18 декабря 2008 года попал в ДТП в Калининграде, в инциденте не пострадал.

## Статистика выступлений

### Клубная
| Выступление      | Выступление      | Выступление      | Лига | Лига | Кубок | Кубок | Суперкубок | Суперкубок | Еврокубки | Еврокубки | Итого | Итого |
| Клуб             | Лига             | Сезон            | Игры | Голы | Игры  | Голы  | Игры       | Голы       | Игры      | Голы      | Игры  | Голы  |
| ---------------- | ---------------- | ---------------- | ---- | ---- | ----- | ----- | ---------- | ---------- | --------- | --------- | ----- | ----- |
| Спартак (Тамбов) | 2 дивизион       | 2001             | 4    | 0    | 0     | 0     | —          | —          | —         | —         | 4     | 0     |
| Спартак (Тамбов) | 2 дивизион       | 2002             | 37   | 10   | 2     | 0     | —          | —          | —         | —         | 39    | 10    |
| Спартак (Тамбов) | 2 дивизион       | 2003             | 33   | 16   | 3     | 0     | —          | —          | —         | —         | 36    | 16    |
| Спартак (Тамбов) | Итого            | Итого            | 74   | 26   | 5     | 0     | 0          | 0          | 0         | 0         | 79    | 26    |
| ЦСКА (Москва)    | Премьер-лига     | 2004             | 25   | 6    | 2     | 0     | 1          | 0          | 10        | 0         | 38    | 6     |
| ЦСКА (Москва)    | Премьер-лига     | 2005             | 20   | 2    | 6     | 1     | —          | —          | 13        | 1         | 39    | 4     |
| ЦСКА (Москва)    | Премьер-лига     | 2006             | 27   | 1    | 6     | 1     | 1          | 1          | 8         | 1         | 42    | 4     |
| ЦСКА (Москва)    | Премьер-лига     | 2007             | 29   | 2    | 5     | 1     | 1          | 0          | 8         | 0         | 43    | 3     |
| ЦСКА (Москва)    | Премьер-лига     | 2008             | 28   | 3    | 2     | 0     | —          | —          | 6         | 1         | 36    | 4     |
| ЦСКА (Москва)    | Премьер-лига     | 2009             | 10   | 1    | 3     | 1     | 1          | 0          | 3         | 1         | 17    | 3     |
| ЦСКА (Москва)    | Итого            | Итого            | 139  | 15   | 24    | 4     | 4          | 1          | 48        | 4         | 215   | 24    |
| Челси            | Премьер-лига     | 2009/10          | 17   | 0    | 6     | 0     | 0          | 0          | 4         | 0         | 27    | 0     |
| Челси            | Премьер-лига     | 2010/11          | 12   | 0    | 2     | 0     | 1          | 0          | 7         | 1         | 22    | 1     |
| Челси            | Итого            | Итого            | 29   | 0    | 8     | 0     | 1          | 0          | 11        | 1         | 49    | 1     |
| Анжи             | Премьер-лига     | 2011/12          | 23   | 1    | 1     | 0     | —          | —          | —         | —         | 24    | 1     |
| Анжи             | Премьер-лига     | 2012/13          | 23   | 2    | 4     | 0     | —          | —          | 12        | 1         | 39    | 3     |
| Анжи             | Итого            | Итого            | 46   | 3    | 5     | 0     | 0          | 0          | 12        | 1         | 63    | 4     |
| Динамо (Москва)  | Премьер-лига     | 2013/14          | 14   | 3    | 0     | 0     | —          | —          | —         | —         | 14    | 3     |
| Динамо (Москва)  | Премьер-лига     | 2014/15          | 24   | 0    | 1     | 0     | —          | —          | 10        | 2         | 35    | 2     |
| Динамо (Москва)  | Премьер-лига     | 2015/16          | 16   | 0    | 2     | 0     | —          | —          | —         | —         | 18    | 0     |
| Динамо (Москва)  | Итого            | Итого            | 54   | 3    | 3     | 0     | 0          | 0          | 10        | 2         | 67    | 5     |
| Зенит            | Премьер-лига     | 2015/16          | 9    | 0    | 2     | 0     | 0          | 0          | 2         | 0         | 13    | 0     |
| Зенит            | Премьер-лига     | 2016/17          | 21   | 1    | 1     | 0     | 1          | 0          | 6         | 0         | 29    | 1     |
| Зенит            | Премьер-лига     | 2017/18          | 17   | 1    | 1     | 0     | —          | —          | 7         | 0         | 25    | 1     |
| Зенит            | Премьер-лига     | 2018/19          | 12   | 0    | 0     | 0     | —          | —          | 0         | 0         | 12    | 0     |
| Зенит            | Премьер-лига     | 2019/20          | 21   | 2    | 4     | 1     | 1          | 0          | 2         | 0         | 28    | 3     |
| Зенит            | Премьер-лига     | 2020/21          | 15   | 0    | 1     | 0     | 1          | 0          | 3         | 0         | 20    | 0     |
| Зенит            | Итого            | Итого            | 95   | 4    | 9     | 1     | 3          | 0          | 20        | 0         | 127   | 5     |
| Химки            | Премьер-лига     | 2021/22          | 3    | 0    | 0     | 0     | —          | —          | —         | —         | 3     | 0     |
| Химки            | Итого            | Итого            | 3    | 0    | 0     | 0     | 0          | 0          | 0         | 0         | 3     | 0     |
| Всего за карьеру | Всего за карьеру | Всего за карьеру | 440  | 51   | 54    | 5     | 8          | 1          | 101       | 8         | 603   | 65    |

### Сборная
| Россия           | Год              | Отборочные матчи ЧМ | Отборочные матчи ЧМ | Финальные матчи ЧМ | Финальные матчи ЧМ | Отборочные матчи ЧЕ | Отборочные матчи ЧЕ | Финальные матчи ЧЕ | Финальные матчи ЧЕ | Кубок конфедераций | Кубок конфедераций | Лига наций УЕФА | Лига наций УЕФА | Товарищеские матчи | Товарищеские матчи | Всего | Всего |
| Россия           | Год              | Игры                | Голы                | Игры               | Голы               | Игры                | Голы                | Игры               | Голы               | Игры               | Голы               | Игры            | Голы            | Игры               | Голы               |       |       |
| ---------------- | ---------------- | ------------------- | ------------------- | ------------------ | ------------------ | ------------------- | ------------------- | ------------------ | ------------------ | ------------------ | ------------------ | --------------- | --------------- | ------------------ | ------------------ | ----- | ----- |
| Россия           | 2005             | 2                   | 0                   | 0                  | 0                  | 0                   | 0                   | 0                  | 0                  | 0                  | 0                  | 0               | 0               | 2                  | 0                  | 4     | 0     |
| Россия           | 2006             | 0                   | 0                   | 0                  | 0                  | 2                   | 0                   | 0                  | 0                  | 0                  | 0                  | 0               | 0               | 1                  | 0                  | 3     | 0     |
| Россия           | 2007             | 0                   | 0                   | 0                  | 0                  | 7                   | 0                   | 0                  | 0                  | 0                  | 0                  | 0               | 0               | 2                  | 0                  | 9     | 0     |
| Россия           | 2008             | 3                   | 0                   | 0                  | 0                  | 0                   | 0                   | 5                  | 0                  | 0                  | 0                  | 0               | 0               | 4                  | 0                  | 12    | 0     |
| Россия           | 2009             | 6                   | 0                   | 0                  | 0                  | 0                   | 0                   | 0                  | 0                  | 0                  | 0                  | 0               | 0               | 0                  | 0                  | 6     | 0     |
| Россия           | 2010             | 0                   | 0                   | 0                  | 0                  | 3                   | 0                   | 0                  | 0                  | 0                  | 0                  | 0               | 0               | 2                  | 0                  | 5     | 0     |
| Россия           | 2011             | 0                   | 0                   | 0                  | 0                  | 5                   | 0                   | 0                  | 0                  | 0                  | 0                  | 0               | 0               | 4                  | 0                  | 9     | 0     |
| Россия           | 2012             | 0                   | 0                   | 0                  | 0                  | 0                   | 0                   | 3                  | 0                  | 0                  | 0                  | 0               | 0               | 4                  | 0                  | 7     | 0     |
| Россия           | 2013             | 2                   | 0                   | 0                  | 0                  | 0                   | 0                   | 0                  | 0                  | 0                  | 0                  | 0               | 0               | 2                  | 0                  | 4     | 0     |
| Россия           | 2014             | 0                   | 0                   | 1                  | 0                  | 0                   | 0                   | 0                  | 0                  | 0                  | 0                  | 0               | 0               | 2                  | 1                  | 3     | 1     |
| Россия           | 2015             | 0                   | 0                   | 0                  | 0                  | 3                   | 0                   | 0                  | 0                  | 0                  | 0                  | 0               | 0               | 2                  | 0                  | 5     | 0     |
| Россия           | 2016             | 0                   | 0                   | 0                  | 0                  | 0                   | 0                   | 0                  | 0                  | 0                  | 0                  | 0               | 0               | 5                  | 1                  | 5     | 1     |
| Россия           | 2017             | 0                   | 0                   | 0                  | 0                  | 0                   | 0                   | 0                  | 0                  | 3                  | 0                  | 0               | 0               | 5                  | 0                  | 8     | 0     |
| Россия           | 2018             | 0                   | 0                   | 3                  | 0                  | 0                   | 0                   | 0                  | 0                  | 0                  | 0                  | 0               | 0               | 4                  | 0                  | 7     | 0     |
| Россия           | 2019             | 0                   | 0                   | 0                  | 0                  | 5                   | 0                   | 0                  | 0                  | 0                  | 0                  | 0               | 0               | 0                  | 0                  | 5     | 0     |
| Россия           | 2020             | 0                   | 0                   | 0                  | 0                  | 0                   | 0                   | 0                  | 0                  | 0                  | 0                  | 6               | 0               | 2                  | 0                  | 8     | 0     |
| Россия           | 2021             | 2                   | 0                   | 0                  | 0                  | 0                   | 0                   | 1                  | 0                  | 0                  | 0                  | 0               | 0               | 2                  | 0                  | 5     | 0     |
| Всего за карьеру | Всего за карьеру | 15                  | 0                   | 4                  | 0                  | 25                  | 0                   | 9                  | 0                  | 3                  | 0                  | 6               | 0               | 43                 | 2                  | 105   | 2     |

| Матчи Жиркова за сборную России | Матчи Жиркова за сборную России | Матчи Жиркова за сборную России | Матчи Жиркова за сборную России | Матчи Жиркова за сборную России | Матчи Жиркова за сборную России |
| №                               | Дата                            | Оппонент                        | Счёт                            | Голы Жиркова                    | Соревнование                    |
| ------------------------------- | ------------------------------- | ------------------------------- | ------------------------------- | ------------------------------- | ------------------------------- |
| 1                               | 9 февраля 2005                  | Италия                          | 0:2                             | —                               | Товарищеский матч               |
| 2                               | 30 марта 2005                   | Эстония                         | 1:1                             | —                               | Отборочные матчи ЧМ-2006        |
| 3                               | 4 июня 2005                     | Латвия                          | 2:0                             | —                               | Отборочные матчи ЧМ-2006        |
| 4                               | 8 июня 2005                     | Германия                        | 2:2                             | —                               | Товарищеский матч               |
| 5                               | 1 марта 2006                    | Бразилия                        | 0:1                             | —                               | Товарищеский матч               |
| 6                               | 7 октября 2006                  | Израиль                         | 1:1                             | —                               | Отборочные матчи ЧЕ-2008        |
| 7                               | 15 ноября 2006                  | Македония                       | 2:0                             | —                               | Отборочные матчи ЧЕ-2008        |
| 8                               | 7 февраля 2007                  | Нидерланды                      | 1:4                             | —                               | Товарищеский матч               |
| 9                               | 24 марта 2007                   | Эстония                         | 2:0                             | —                               | Отборочные матчи ЧЕ-2008        |
| 10                              | 2 июня 2007                     | Андорра                         | 4:0                             | —                               | Отборочные матчи ЧЕ-2008        |
| 11                              | 6 июня 2007                     | Хорватия                        | 0:0                             | —                               | Отборочные матчи ЧЕ-2008        |
| 12                              | 22 августа 2007                 | Польша                          | 2:2                             | —                               | Товарищеский матч               |
| 13                              | 12 сентября 2007                | Англия                          | 0:3                             | —                               | Отборочные матчи ЧЕ-2008        |
| 14                              | 17 октября 2007                 | Англия                          | 2:1                             | —                               | Отборочные матчи ЧЕ-2008        |
| 15                              | 17 ноября 2007                  | Израиль                         | 1:2                             | —                               | Отборочные матчи ЧЕ-2008        |
| 16                              | 21 ноября 2007                  | Андорра                         | 1:0                             | —                               | Отборочные матчи ЧЕ-2008        |
| 17                              | 26 марта 2008                   | Румыния                         | 0:3                             | —                               | Товарищеский матч               |
| 18                              | 23 мая 2008                     | Казахстан                       | 6:0                             | —                               | Товарищеский матч               |
| 19                              | 28 мая 2008                     | Сербия                          | 2:1                             | —                               | Товарищеский матч               |
| 20                              | 10 июня 2008                    | Испания                         | 1:4                             | —                               | Финальные матчи ЧЕ-2008         |
| 21                              | 14 июня 2008                    | Греция                          | 1:0                             | —                               | Финальные матчи ЧЕ-2008         |
| 22                              | 18 июня 2008                    | Швеция                          | 2:0                             | —                               | Финальные матчи ЧЕ-2008         |
| 23                              | 21 июня 2008                    | Нидерланды                      | 3:1                             | —                               | Финальные матчи ЧЕ-2008         |
| 24                              | 26 июня 2008                    | Испания                         | 0:3                             | —                               | Финальные матчи ЧЕ-2008         |
| 25                              | 20 августа 2008                 | Нидерланды                      | 1:1                             | —                               | Товарищеский матч               |
| 26                              | 10 сентября 2008                | Уэльс                           | 2:1                             | —                               | Отборочные матчи ЧМ-2010        |
| 27                              | 11 октября 2008                 | Германия                        | 1:2                             | —                               | Отборочные матчи ЧМ-2010        |
| 28                              | 15 октября 2008                 | Финляндия                       | 3:0                             | —                               | Отборочные матчи ЧМ-2010        |
| 29                              | 28 марта 2009                   | Азербайджан                     | 2:0                             | —                               | Отборочные матчи ЧМ-2010        |
| 30                              | 1 апреля 2009                   | Лихтенштейн                     | 1:0                             | —                               | Отборочные матчи ЧМ-2010        |
| 31                              | 10 июня 2009                    | Финляндия                       | 3:0                             | —                               | Отборочные матчи ЧМ-2010        |
| 32                              | 10 октября 2009                 | Германия                        | 0:1                             | —                               | Отборочные матчи ЧМ-2010        |
| 33                              | 14 ноября 2009                  | Словения                        | 2:1                             | —                               | Отборочные матчи ЧМ-2010        |
| 34                              | 18 ноября 2009                  | Словения                        | 0:1                             | —                               | Отборочные матчи ЧМ-2010        |
| 35                              | 11 августа 2010                 | Болгария                        | 1:0                             | —                               | Товарищеский матч               |
| 36                              | 7 сентября 2010                 | Словакия                        | 0:1                             | —                               | Отборочные матчи ЧЕ-2012        |
| 37                              | 8 октября 2010                  | Ирландия                        | 3:2                             | —                               | Отборочные матчи ЧЕ-2012        |
| 38                              | 12 октября 2010                 | Македония                       | 1:0                             | —                               | Отборочные матчи ЧЕ-2012        |
| 39                              | 17 ноября 2010                  | Бельгия                         | 0:2                             | —                               | Товарищеский матч               |
| 40                              | 26 марта 2011                   | Армения                         | 0:0                             | —                               | Отборочные матчи ЧЕ-2012        |
| 41                              | 29 марта 2011                   | Катар                           | 1:1                             | —                               | Товарищеский матч               |
| 42                              | 4 июня 2011                     | Армения                         | 3:1                             | —                               | Отборочные матчи ЧЕ-2012        |
| 43                              | 7 июня 2011                     | Камерун                         | 0:0                             | —                               | Товарищеский матч               |
| 44                              | 10 августа 2011                 | Сербия                          | 1:0                             | —                               | Товарищеский матч               |
| 45                              | 2 сентября 2011                 | Македония                       | 1:0                             | —                               | Отборочные матчи ЧЕ-2012        |
| 46                              | 6 сентября 2011                 | Ирландия                        | 0:0                             | —                               | Отборочные матчи ЧЕ-2012        |
| 47                              | 7 октября 2011                  | Словакия                        | 1:0                             | —                               | Отборочные матчи ЧЕ-2012        |
| 48                              | 11 ноября 2011                  | Греция                          | 1:1                             | —                               | Товарищеский матч               |
| 49                              | 29 февраля 2012                 | Дания                           | 2:0                             | —                               | Товарищеский матч               |
| 50                              | 25 мая 2012                     | Уругвай                         | 1:1                             | —                               | Товарищеский матч               |
| 51                              | 29 мая 2012                     | Литва                           | 0:0                             | —                               | Товарищеский матч               |
| 52                              | 1 июня 2012                     | Италия                          | 3:0                             | —                               | Товарищеский матч               |
| 53                              | 8 июня 2012                     | Чехия                           | 4:1                             | —                               | Финальные матчи ЧЕ-2012         |
| 54                              | 12 июня 2012                    | Польша                          | 1:1                             | —                               | Финальные матчи ЧЕ-2012         |
| 55                              | 16 июня 2012                    | Греция                          | 0:1                             | —                               | Финальные матчи ЧЕ-2012         |
| 56                              | 6 февраля 2013                  | Исландия                        | 2:0                             | —                               | Товарищеский матч               |
| 57                              | 25 марта 2013                   | Бразилия                        | 1:1                             | —                               | Товарищеский матч               |
| 58                              | 7 июня 2013                     | Португалия                      | 0:1                             | —                               | Отборочные матчи ЧМ-2014        |
| 59                              | 11 октября 2013                 | Люксембург                      | 4:0                             | —                               | Отборочные матчи ЧМ-2014        |
| 60                              | 5 марта 2014                    | Армения                         | 2:0                             | —                               | Товарищеский матч               |
| 61                              | 6 июня 2014                     | Марокко                         | 2:0                             | 1                               | Товарищеский матч               |
| 62                              | 17 июня 2014                    | Республика Корея                | 1:1                             | —                               | Финальные матчи ЧМ-2014         |
| 63                              | 27 марта 2015                   | Черногория                      | 3:0                             | —                               | Отборочные матчи ЧЕ-2016        |
| 64                              | 7 июня 2015                     | Беларусь                        | 4:2                             | —                               | Товарищеский матч               |
| 65                              | 14 июня 2015                    | Австрия                         | 0:1                             | —                               | Отборочные матчи ЧЕ-2016        |
| 66                              | 5 сентября 2015                 | Швеция                          | 1:0                             | —                               | Отборочные матчи ЧЕ-2016        |
| 67                              | 14 ноября 2015                  | Португалия                      | 1:0                             | —                               | Товарищеский матч               |
| 68                              | 29 марта 2016                   | Франция                         | 2:4                             | 1                               | Товарищеский матч               |
| 69                              | 31 августа 2016                 | Турция                          | 0:0                             | —                               | Товарищеский матч               |
| 70                              | 6 сентября 2016                 | Гана                            | 1:0                             | —                               | Товарищеский матч               |
| 71                              | 9 октября 2016                  | Коста-Рика                      | 3:4                             | —                               | Товарищеский матч               |
| 72                              | 15 ноября 2016                  | Румыния                         | 1:0                             | —                               | Товарищеский матч               |
| 73                              | 24 марта 2017                   | Кот-д’Ивуар                     | 0:2                             | —                               | Товарищеский матч               |
| 74                              | 5 июня 2017                     | Венгрия                         | 3:0                             | —                               | Товарищеский матч               |
| 75                              | 9 июня 2017                     | Чили                            | 1:1                             | —                               | Товарищеский матч               |
| 76                              | 17 июня 2017                    | Новая Зеландия                  | 2:0                             | —                               | Кубок конфедераций 2017         |
| 77                              | 21 июня 2017                    | Португалия                      | 0:1                             | —                               | Кубок конфедераций 2017         |
| 78                              | 24 июня 2017                    | Мексика                         | 1:2                             | —                               | Кубок конфедераций 2017         |
| 79                              | 7 октября 2017                  | Республика Корея                | 4:2                             | —                               | Товарищеский матч               |
| 80                              | 14 ноября 2017                  | Испания                         | 3:3                             | —                               | Товарищеский матч               |
| 81                              | 23 марта 2018                   | Бразилия                        | 0:3                             | —                               | Товарищеский матч               |
| 82                              | 27 марта 2018                   | Франция                         | 1:3                             | —                               | Товарищеский матч               |
| 83                              | 30 мая 2018                     | Австрия                         | 0:1                             | —                               | Товарищеский матч               |
| 84                              | 5 июня 2018                     | Турция                          | 1:1                             | —                               | Товарищеский матч               |
| 85                              | 14 июня 2018                    | Саудовская Аравия               | 5:0                             | —                               | Финальные матчи ЧМ-2018         |
| 86                              | 19 июня 2018                    | Египет                          | 3:1                             | —                               | Финальные матчи ЧМ-2018         |
| 87                              | 1 июля 2018                     | Испания                         | 1:1(пен. 4:3)                   | —                               | Финальные матчи ЧМ-2018         |
| 88                              | 21 марта 2019                   | Бельгия                         | 1:3                             | —                               | Отборочные матчи ЧЕ-2020        |
| 89                              | 6 сентября 2019                 | Шотландия                       | 2:1                             | —                               | Отборочные матчи ЧЕ-2020        |
| 90                              | 9 сентября 2019                 | Казахстан                       | 1:0                             | —                               | Отборочные матчи ЧЕ-2020        |
| 91                              | 10 октября 2019                 | Шотландия                       | 4:0                             | —                               | Отборочные матчи ЧЕ-2020        |
| 92                              | 16 ноября 2019                  | Бельгия                         | 1:4                             | —                               | Отборочные матчи ЧЕ-2020        |
| 93                              | 3 сентября 2020                 | Сербия                          | 3:1                             | —                               | Лига наций 2020/21              |
| 94                              | 6 сентября 2020                 | Венгрия                         | 3:2                             | —                               | Лига наций 2020/21              |
| 95                              | 8 октября 2020                  | Швеция                          | 1:2                             | —                               | Товарищеский матч               |
| 96                              | 11 октября 2020                 | Турция                          | 1:1                             | —                               | Лига наций 2020/21              |
| 97                              | 14 октября 2020                 | Венгрия                         | 0:0                             | —                               | Лига наций 2020/21              |
| 98                              | 12 ноября 2020                  | Молдова                         | 0:0                             | —                               | Товарищеский матч               |
| 99                              | 15 ноября 2020                  | Турция                          | 2:3                             | —                               | Лига наций 2020/21              |
| 100                             | 18 ноября 2020                  | Сербия                          | 0:5                             | —                               | Лига наций 2020/21              |
| 101                             | 27 марта 2021                   | Словения                        | 2:1                             | —                               | Отборочные матчи ЧМ-2022        |
| 102                             | 30 марта 2021                   | Словакия                        | 1:2                             | —                               | Отборочные матчи ЧМ-2022        |
| 103                             | 1 июня 2021                     | Польша                          | 1:1                             | —                               | Товарищеский матч               |
| 104                             | 5 июня 2021                     | Болгария                        | 1:0                             | —                               | Товарищеский матч               |
| 105                             | 12 июня 2021                    | Бельгия                         | 0:3                             | —                               | Финальные матчи ЧЕ-2020         |

Итого: 105 матчей / 2 гола; 50 побед, 24 ничьих, 31 поражение.

## Достижения

### Командные
ЦСКА (Москва)
- Чемпион России (2): 2005, 2006
- Обладатель Кубка России (4): 2004/05, 2005/06, 2007/08, 2008/09
- Обладатель Суперкубка России (4): 2004, 2006, 2007, 2009
- Обладатель Кубка УЕФА: 2004/05

Итого: 11 трофеев
«Челси»
- Чемпион Англии: 2009/10
- Обладатель Кубка Англии: 2009/10

Итого: 2 трофея
«Зенит»
- Чемпион России (3): 2018/19, 2019/20, 2020/21
- Обладатель Кубка России (2): 2015/16, 2019/20
- Обладатель Суперкубка России (2): 2016, 2020

Итого: 7 трофеев
Сборная России
- Бронзовый призёр чемпионата Европы: 2008

Всего за карьеру: 20 трофеев

### Личные
- Футболист года в России по версии еженедельника «Футбол»: 2008
- Футболист года по версии газеты «Советский спорт»: 2008
- Футболист года по версии телепередачи «Футбол России»: 2008
- Лучший футболист года по версии Российского футбольного союза 2008 года[6]
- Попадание в символическую сборную чемпионата Европы 2008 года по версии УЕФА[202]
- В списках 33 лучших футболистов чемпионата России (13): № 1 (2005, 2006, 2007, 2008, 2011/12, 2018/19, 2019/20); № 2 (2004, 2012/13, 2015/16, 2016/17); № 3 (2013/14, 2017/18)
- Футбольный джентльмен года в России: 2019

### Награды
- Орден Дружбы (12 июня 2006 года) — за большой вклад в развитие отечественного футбола и высокие спортивные достижения[235]
- Почётная грамота Президента Российской Федерации (27 июля 2018 года) — за большой вклад в развитие отечественного футбола и высокие спортивные достижения[236]